# التربة (المضاربة والعارة)

تعديل مصدري - تعديل

التربة هي إحدى قرى عزلة المضاربة بمديرية المضاربة والعارة التابعة لمحافظة لحج، بلغ تعداد سكانها 482 نسمة حسب تعداد اليمن لعام 2004.